# 3ality Technica
3ality Technica anteriormente 3ality Digital, es una empresa con sede en Burbank, California, especializada en 3D digital estereoscópico de alta definición y acción en vivo. La compañía desarrolla sistemas de producción, software de procesamiento de imágenes y otras tecnologías que permiten la creación, postproducción y distribución de entretenimiento 3D de acción en vivo. La compañía desarrolla sistemas de producción, software de procesamiento de imágenes y otras tecnologías que permiten la creación, postproducción y distribución de entretenimiento 3D de acción en vivo.

## Productos
Los sistemas de procesamiento de imágenes 3Play de la compañía proporcionan corrección dinámica de imágenes, manipulación de imágenes y multiplexación y algoritmos de demultiplexación para el transporte de contenido 3D de alta definición a través de canales de infraestructura de alta definición convencionales.

## Producciones
3ality Technica también proporciona servicios de producción para demostrar la funcionalidad de sus sistemas.
Filmó un episodio en 3D de Chuck. 
Produjeron la primera transmisión en vivo en 3D de un juego de fútbol de la NFL, y produjeron (con Fox Sports) la primera transmisión en vivo en 3D del BCS National Championship Game.
La producción fue filmada en el Teatro Chino de Grauman en Hollywood.